# Dumb and Dumber (desen animat)
Dumb and Dumber este un serial de animație produs de Hanna-Barbera bazat pe filmul de comedie cu același nume din 1994. A avut premiera în 1995 pe ABC. Desenul se învârte în jurul continuării aventurilor lui Lloyd și Harry după ce au redobândit furgoneta lor în formă de câine numită "Otto". A introdus și un nou personaj, Kitty, un castor purpuriu feminin de companie care este mai deștept decât cei doi oameni la un loc. Este ultimul serial produs de Hanna-Barbera difuzat pe ABC și unul din ultimile desene de sâmbătă dimineața ale canalului neasociate cu Compania Walt Disney.
Matt Frewer l-a jucat pe Lloyd Christmas (personajul lui Jim Carrey în film) în timp ce Bill Fagerbakke l-a jucat pe Harry Dunne (personajul lui Jeff Daniels în film). Desenul animat a fost scris de Bennett Yellin, co-scriitor al filmului original. Desenul a fost anulat după un sezon. Reluări s-au difuzat pe Cartoon Network după anularea sa. În Britania serialul s-a difuzat pe Cartoon Network înainte de a primi difuzări terestriale pe Channel 4 (nu ca și Masca și Ace Ventura: Pet Detective, alte două seriale bazate pe un film cu Jim Carrey, amândouă fiind difuzate pe BBC).
O casetă cu câteva episoade ale serialului, printre care Dumb Luck, a fost făcută în Australia și Rusia în anii 90, dar în Statele Unite nu au fost deloc casete ale serialului făcute pe video.
În România, serialul a fost difuzat pentru o perioadă pe Boomerang dar în varianta în engleză.

## Voci
- Bill Fagerbakke ...  Harry Dunne/Cowboy
- Matt Frewer ...  Lloyd Christmas/Gunther/Jim #3
- Tom Kenny ...  Weenie/Thumbs/Culturist #2/Spock
- Bronson Pinchot ...  Dymbster
- Kath Soucie ...  Waitress
- Maurice LaMarche ... Fingers/BlackJack Dealer/Roy
- Kathy Najimy ... Bunny/Horselady/Female Dealer
- Ned Bellamy ... Announcer/Culturist #2

## Episoade
1. Otto’s Best Friend
2. Dumb Luck / Dumbbells
3. Top Dumbs
4. Dixie Dolts / Neither Rain Nor Sleet Nor Dumbness
5. Horse Non-sense / Senseless in Seattle / Mmm, Cheesy
6. Movers and Breakers / To Bee Or Not To Bee
7. Dream a Little Scream / Speed and Speedier
8. Santa Klutz / Hole in Something
9. Brain, Brain, Go Away
10. Home Cookin’
11. Bootcampers / Overbite in Paradise
12. Chipped Dip / Laundryland Lunacy
13. Harry Canary / Alienated

## Legături externe
- Dumb and Dumber la Internet Movie Database
- Dumb and Dumber la TV.com